# Microselene mesostipa
Microselene mesostipa là một loài bướm đêm trong họ Noctuidae.